# Allegheny megye (Pennsylvania)
Allegheny megye az Amerikai Egyesült Államokban, azon belül Pennsylvania államban található. Megyeszékhelye és legnagyobb városa Pittsburgh. Lakosainak száma 1 250 578 fő (2020. április 1.). Allegheny megye Butler, Armstrong, Westmoreland, Washington és Beaver megyékkel határos.

## Népesség
A megye népességének változása:
| Lakosok száma | 1 223 749 | 1 227 308 | 1 229 912 | 1 231 527 | 1 230 459 | 1 250 578 |
|               | 2010      | 2011      | 2012      | 2013      | 2015      | 2020      |